# I’m Still Alive
I’m Still Alive – singel słowackiego zespołu muzycznego TWiiNS napisany przez Bryana Todda, Sandrę Nordstrom i Branisława Jancicha oraz wydany w 2011 roku.
W 2011 roku utwór reprezentował Słowację podczas 56. Konkursu Piosenki Eurowizji. 12 maja został zaprezentowany przez duet TWiiNS jako piąty w kolejności podczas drugiego półfinału konkursu i zajął ostatecznie 13. miejsce z 48 punktami na koncie, przez co nie zakwalifikował się do finału.

## Lista utworów
CD maxi-single
1. „I'm Still Alive” (Radio Edit)
2. „I'm Still Alive” (Karaoke Edit)
3. „I'm Still Alive” (Instrumental)
4. „I'm Still Alive” (Wideo)

## Notowania na listach przebojów
| Kraj     | Lista (2011)    | Najwyższe miejsce |
| -------- | --------------- | ----------------- |
| Słowacja | Singles Top 100 | 18                |